# Abousahl-Hamazasp de Vaspourakan
Abousahl-Hamazasp Arçrouni († 969 ou 972) est un roi arménien de Vaspourakan de 959 à 969 ou 972.

## Biographie
Abousahl-Hamazasp est le second fils de Gagik Ier, roi de Vaspourakan, et de Mlké, fille de Grégoire-Abouhamza Arçrouni.
Il succède à son frère Dérénik-Achot en 959. Durant son règne, la reconquête byzantine progresse et atteint l'Arménie. Bagrat III et Grigor II Bagratouni, princes du Taron, cèdent leurs terres aux Byzantins. L'empereur Jean Ier Tzimiskès en prend possession et tente d'intimider les différents rois arméniens, mais ceux-ci se réunissent autour du lac de Van et Jean Ier préfère écourter sa visite en Arménie. Plus tard, Bardas Phocas détruit l'émirat arabe des Kaysites et s'empare de Manzikert.
Abousahl-Hamazasp meurt en 969 ou 972. Ses domaines sont partagés entre trois de ses fils, Achot-Sahak, l'aîné, gardant le titre de roi et l'autorité sur ses cadets.

Royaume de Vaspourakan, 908-1021.

## Descendance
Abousahl-Hamazasp a épousé une certaine Gaday, dont il a eu quatre fils :
- Achot-Sahak († 991), roi de Vaspourakan ;
- Gourgen-Khatchik († 1003), roi de Vaspourakan ;
- Sénéqérim-Hovhannès († 1026), roi de Vaspourakan ;
- Dérénik.